# غريشام سايكس
غريشام سايكس (بالإنجليزية: Gresham Sykes)‏ هو أستاذ جامعي أمريكي، ولد في 26 مايو 1922 في بلينفيلد في الولايات المتحدة، وتوفي في 29 أكتوبر 2010 في شارلوتسفيل في الولايات المتحدة بسبب مرض آلزهايمر.

## وصلات خارجية
- غريشام سايكس على موقع الموسوعة البريطانية (الإنجليزية)